# Rubén Darío Hernández
Rubén Darío Hernández (Armenia, 19 februari 1965) is een voormalig profvoetballer uit Colombia. Hij speelde als aanvaller en sloot zijn carrière in 2000 af bij Deportes Quindío.

## Clubcarrière
Hernández, bijgenaamd Rubencho, speelde in eigen land voor onder meer Millonarios, Atlético Nacional en Deportes Tolima. Met Millonarios won hij tweemaal de landstitel: 1987 en 1988. In 1994 was hij met 32 goals topscorer van de hoogste divisie in Colombia.

## Interlandcarrière
Hernández kwam in totaal zestien keer (één doelpunt) uit voor de nationale ploeg van Colombia in de periode 1989–1996. Onder leiding van bondscoach Francisco Maturana maakte hij zijn debuut op 3 februari 1989 in het vriendschappelijke duel tegen Peru, dat Colombia met 1-0 won door een rake strafschop van doelman René Higuita. Het duel was tevens het debuut van Wilson Pérez en Carlos Estrada. Hernández nam het jaar daarop met zijn vaderland deel aan het WK voetbal 1990 in Italië.
| Interlands van Rubén Darío Hernández voor Colombia | Interlands van Rubén Darío Hernández voor Colombia | Interlands van Rubén Darío Hernández voor Colombia | Interlands van Rubén Darío Hernández voor Colombia | Interlands van Rubén Darío Hernández voor Colombia | Interlands van Rubén Darío Hernández voor Colombia |
| №                                                  | Datum                                              | Wedstrijd                                          | Uitslag                                            | Competitie                                         | Goals                                              |
| -------------------------------------------------- | -------------------------------------------------- | -------------------------------------------------- | -------------------------------------------------- | -------------------------------------------------- | -------------------------------------------------- |
| 1                                                  | 3 februari 1989                                    | Colombia – Peru                                    | 1 – 0                                              | Vriendschappelijk                                  | 0                                                  |
| 2                                                  | 5 februari 1989                                    | Colombia – Chili                                   | 1 – 0                                              | Vriendschappelijk                                  | 0                                                  |
| 3                                                  | 9 maart 1989                                       | Colombia – Argentinië                              | 1 – 0                                              | Vriendschappelijk                                  | 0                                                  |
| 4                                                  | 27 juni 1989                                       | Colombia – Haïti                                   | 4 – 0                                              | Vriendschappelijk                                  | 0                                                  |
| 5                                                  | 7 juli 1989                                        | Brazilië – Colombia                                | 0 – 0                                              | Copa América                                       | 0                                                  |
| 6                                                  | 6 augustus 1989                                    | Uruguay – Colombia                                 | 0 – 0                                              | Vriendschappelijk                                  | 0                                                  |
| 7                                                  | 20 augustus 1989                                   | Colombia – Ecuador                                 | 2 – 0                                              | WK-kwalificatie                                    | 0                                                  |
| 8                                                  | 27 augustus 1989                                   | Paraguay – Colombia                                | 2 – 1                                              | WK-kwalificatie                                    | 0                                                  |
| 9                                                  | 3 september 1989                                   | Ecuador – Colombia                                 | 0 – 0                                              | WK-kwalificatie                                    | 0                                                  |
| 10                                                 | 17 september 1989                                  | Colombia – Paraguay                                | 2 – 1                                              | WK-kwalificatie                                    | 66'                                                |
| 11                                                 | 15 oktober 1989                                    | Colombia – Israël                                  | 1 – 0                                              | WK-kwalificatie                                    | 0                                                  |
| 12                                                 | 30 oktober 1989                                    | Israël – Colombia                                  | 0 – 0                                              | WK-kwalificatie                                    | 0                                                  |
| 13                                                 | 17 april 1990                                      | Mexico – Colombia                                  | 2 – 0                                              | Vriendschappelijk                                  | 0                                                  |
| 14                                                 | 26 mei 1990                                        | Egypte – Colombia                                  | 1 – 1                                              | Vriendschappelijk                                  | 0                                                  |
| 15                                                 | 14 juni 1990                                       | Joegoslavië – Colombia                             | 1 – 0                                              | WK-eindronde                                       | 0                                                  |
| 16                                                 | 20 december 1995                                   | Brazilië – Colombia                                | 3 – 1                                              | Vriendschappelijk                                  | 0                                                  |

## Erelijst
Millonarios
- Copa Mustang

1987, 1988
 Atlético Junior
- Copa Mustang

1990
- Copa Interamericana

1990
 América de Cali
- Topscorer Copa Mustang

1994 (32 doelpunten)